# Tuktoyaktuk
Tuktoyaktuk ou Tuktoyuktuk, anciennement Port Brabant, est un hameau Inuvialuit situé au nord des Territoires du Nord-Ouest au Canada. « Tuk » se situe au nord du cercle arctique au bord de l'océan Arctique sur la mer de Beaufort.

## Géographie

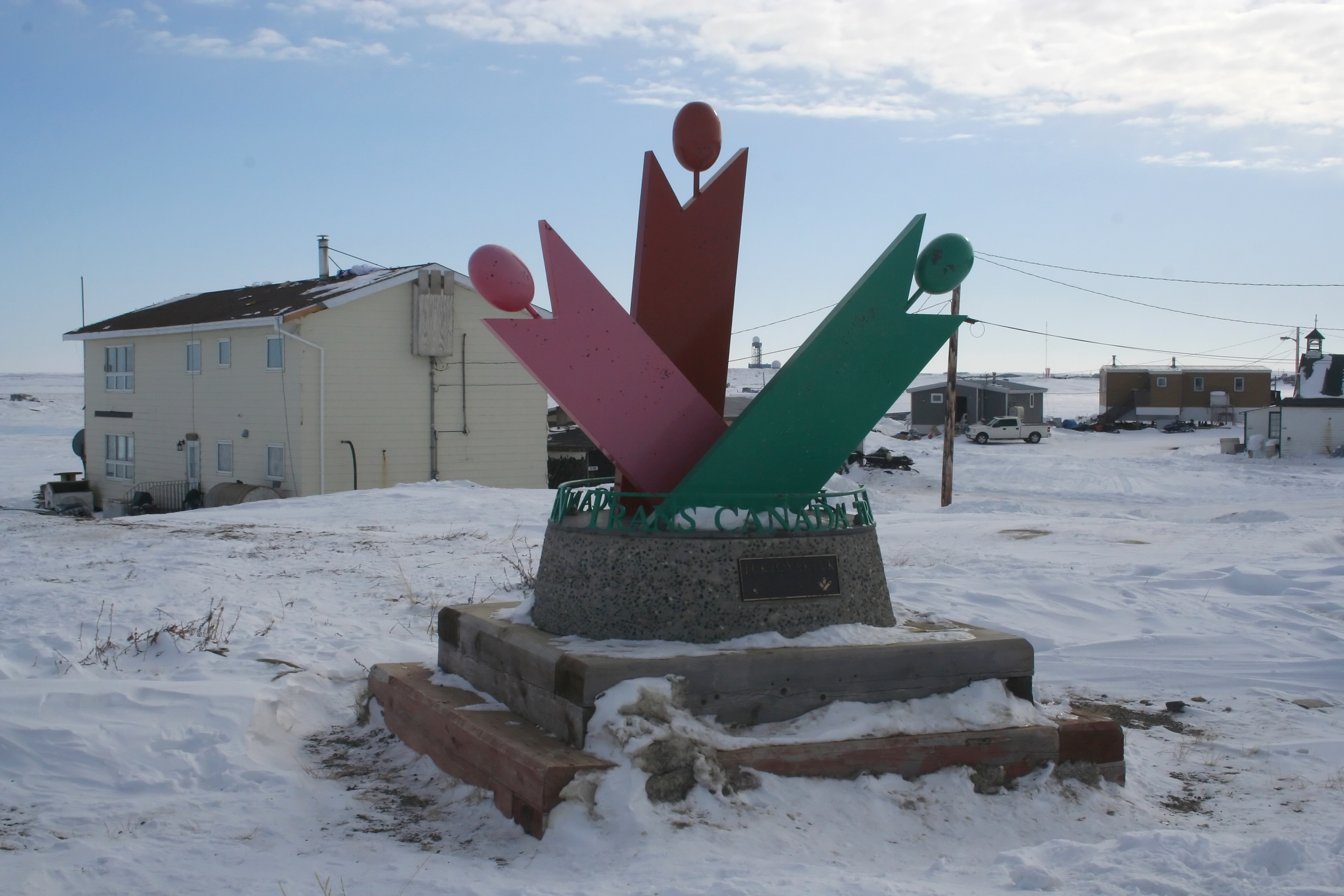
Sentier transcanadien.

Tuktoyaktuk se situe dans la région d'Inuvik, région administrative des Territoires du Nord-Ouest au Canada. Le village se trouve sur la baie de Kugmallit, à proximité du delta du fleuve Mackenzie.
Tuktoyaktuk fait partie du sentier Transcanadien.
L'autoroute Inuvik-Tuktoyaktuk (Inuvik-Tuktoyaktuk Highway) qui relie Tuktoyaktuk à Inuvik, la capitale de la région d'Inuvik, a été ouverte en novembre 2017,. Il s'agit de la prolongation de la Dempster Highway qui est une route de terre de plus de 700 km depuis Dawson City dans le Yukon.

## Climat
Tuktoyaktuk jouit d'un climat subarctique aux hivers rudes et longs et aux étés frais et courts.  Du 19 mai au 24 juillet, le soleil ne se couche pas et il ne se lève pas du 28 novembre au 13 janvier.
En hiver, les températures peuvent descendre largement en dessous des −30 °C et en été, elles peinent à dépasser les 10 °C. Du fait que l'océan gèle l'hiver, il a peu d'influence sur le climat. 
Les précipitations sont très faibles mais peuvent quand même représenter plus d'un mètre de neige.

L'océan est gelé pratiquement neuf mois sur douze permettant de circuler à pied ou en voiture sur la glace. Celui-ci ne dégèle qu'au courant du mois de juin. 
| Mois                                  | jan.       | fév.     | mars       | avril      | mai        | juin       | jui.      | août      | sep.       | oct.       | nov.       | déc.       | année    |
| ------------------------------------- | ---------- | -------- | ---------- | ---------- | ---------- | ---------- | --------- | --------- | ---------- | ---------- | ---------- | ---------- | -------- |
| Température minimale moyenne (°C)     | −30,4      | −30,6    | −29,2      | −20,1      | −8,2       | 1,7        | 6,9       | 5,4       | 0,7        | −9,9       | −24        | −27,5      | −13,8    |
| Température moyenne (°C)              | −26,6      | −26,4    | −25,1      | −15,7      | −4,7       | 6,4        | 11        | 8,9       | 3,3        | −7,4       | −20,7      | −23,8      | −10,1    |
| Température maximale moyenne (°C)     | −23        | −22,4    | −21,1      | −11,3      | −1,1       | 11         | 15,1      | 12,3      | 5,8        | −4,7       | −17,3      | −20,1      | −6,4     |
| Record de froid (°C) date du record   | −48,9 1975 | −50 1968 | −47,2 1955 | −42,8 1971 | −28,9 1992 | −11,1 1969 | −2,2 1962 | −2,5 1985 | −12,8 1974 | −31,1 1959 | −41,7 1948 | −46,7 1974 | −50 1968 |
| Record de chaleur (°C) date du record | 0,6 1974   | 0,7 1982 | 3,2 2019   | 8,2 2014   | 24,7 2010  | 28,2 1982  | 29,4 1973 | 30 1957   | 21,7 1957  | 17,4 2003  | 6,1 1970   | 1,1 1973   | 30 1957  |
| Précipitations (mm)                   | 10,5       | 8,9      | 7,2        | 8,3        | 6,8        | 11         | 22,3      | 25,7      | 23,3       | 18,4       | 9,6        | 8,7        | 160,7    |
| dont neige (cm)                       | 13,4       | 10,2     | 9          | 9,4        | 6,2        | 1,3        | 0,1       | 1,2       | 8,9        | 20,1       | 12,1       | 11,2       | 103,1    |
| Nombre de jours avec précipitations   | 8,4        | 7,3      | 7,1        | 5,5        | 4,9        | 5,1        | 10,1      | 12,7      | 12,7       | 13,3       | 9,6        | 8,9        | 105,6    |
| Humidité relative (%)                 | 74,2       | 73       | 73,9       | 81,5       | 81,5       | 68,4       | 68,7      | 73,9      | 77,9       | 85,7       | 79,5       | 76,1       | 76,2     |
| Nombre de jours avec neige            | 8,6        | 7,4      | 7,5        | 5,8        | 4,2        | 1          | 0,1       | 0,9       | 5          | 13         | 9,9        | 9,1        | 72,5     |

| Diagramme climatique                                  |               |               |               |             |         |             |             |            |              |             |               |
| J                                                     | F             | M             | A             | M           | J       | J           | A           | S          | O            | N           | D             |
| −23−30,410,5                                          | −22,4−30,68,9 | −21,1−29,27,2 | −11,3−20,18,3 | −1,1−8,26,8 | 111,711 | 15,16,922,3 | 12,35,425,7 | 5,80,723,3 | −4,7−9,918,4 | −17,3−249,6 | −20,1−27,58,7 |
| Moyennes : • Temp. maxi et mini °C • Précipitation mm |               |               |               |             |         |             |             |            |              |             |               |

### Effets du réchauffement climatique
Le réchauffement climatique risque de toucher particulièrement le village de Tuktoyaktuk. L'élévation de la température qui entraîne la fonte de la banquise et le dégel du pergélisol provoque une hausse du niveau de la mer et une fragilisation des côtes par érosion. Les scientifiques prédisent que le village devra être relocalisé d'ici trente à cinquante ans,,.

## Toponymie
Tuktoyaktuk (prononcé /tʌktəˈjæktʌk/), aussi orthographié Tuktuyaaqtuuqt, signifie  « qui ressemble à un caribou » en inuvialuktun, la langue parlée le long de la côte des Territoires du Nord-Ouest (Canada).

## Histoire

### XXesiècle

#### Mission catholique
En 1946, Robert Le Meur, un père Oblat originaire de Saint-Jean-du-Doigt (Bretagne), s'installe en Arctique, tout d'abord dans la mission de Paulatuk puis quelques années plus tard à Tuktoyaktuk où il vivra jusqu'à son décès en 1985. Avec l'aide du chef du village, Mangulaluk, il entreprend la construction d'une église. Les éléments de construction sont amenés par mer à bord du Our Lady of Lourdes depuis l'Île Herschel. Il a adopté le mode de vie des Inuits et beaucoup œuvré pour leur défense et celles de leurs coutumes.

#### Concert Molson de 1995
Le 3 septembre 1995, à des fins publicitaires, la brasserie Molson a convié quelques groupes de rock populaires à donner un concert à Tuktoyaktuk. Pendant quelques mois avant le concert, des stations de radio au travers de l'Amérique du Nord ont fait de la publicité pour le concert Molson en offrant des places. Le réalisateur canadien Albert Nerenberg a fait un documentaire sur ce concert, intitulé Invasion of the Beer People.

## Population
| 1996 | 1997 | 1998 | 1999 | 2000 | 2001 | 2002 | 2003 | 2004 |
| ---- | ---- | ---- | ---- | ---- | ---- | ---- | ---- | ---- |
| 971  | 964  | 981  | 982  | 977  | 999  | 984  | 963  | 960  |

| 2005 | 2006 | 2007 | 2008 | 2009 | 2010 | 2011 | 2012 | - |
| ---- | ---- | ---- | ---- | ---- | ---- | ---- | ---- | - |
| 940  | 907  | 902  | 906  | 907  | 899  | 920  | 954  | - |

### Population de Statistiques Canada
- 937 (recensement de 2021)
- 898 (recensement de 2016)[12]
- 854 (recensement de 2011)
- 870 (recensement de 2006)[13]
- 930 (recensement de 2001)

## Équipements et services
Tuktoyaktuk est desservie par l'aéroport  de Tuktoyaktuk-James Gruben. Celui-ci doit son nom à James Gruben, homme d'affaires et pilote de brousse originaire de Tuktoyaktuk, tué dans un accident de la circulation le 13 avril 2001 sur la route d'Inuvik.
Depuis novembre 2017, une route relie Inuvik à Tuktoyaktuk, là où n'existait auparavant qu'une route de glace utilisable l'hiver. En dehors de cette période, lors du dégel, cette route n'était plus praticable et obligeait les habitants à vivre en  quasi-autarcie.

## Économie
Traditionnellement, Tuktoyaktuk vit de la pêche, de la chasse et d'un peu d'élevage de rennes. Dans les années 1970, l'exploration pétrolière et gazière était une des activités principales mais, depuis 2016, un moratoire sur l'exploration pétrolière a diminué l'emploi dans ce domaine. Le transport maritime a été et reste une des principales activités. En 2019, une personne sur quatre est sans emploi.
La construction de la route entre Inuvik et Tuktoyaktuk a augmenté le tourisme dans la région et a développé l'artisanat. Un plan de développement allant dans ce sens a même été mis en place par le Gouvernement.

## Télévision
Cette ville est connue pour être en partie le « terrain de jeu » du docu-réalité de la saison 2 du Convoi de l'Extrême.

## Parcs et lieux de préservation
- Le site canadien des Pingos, site naturel d'importance nationale, y est situé[18].
- Reindeer Station